# Ozzy Osbourne
Ozzy Osbourne, właśc. John Michael Osbourne (ur. 3 grudnia 1948 w Marston Green, zm. 22 lipca 2025 w hrabstwie metropolitalnym West Midlands) – brytyjski piosenkarz, muzyk i autor tekstów. Wieloletni wokalista heavymetalowego zespołu Black Sabbath.
Zdobywca pięciu nagród Grammy (dwóch z zespołem i trzech podczas kariery solowej, w tym razem z Tonym Iommim). Od 1980 prowadził karierę solową. Nagrał trzynaście albumów studyjnych, które zostały pozytywnie ocenione przez krytyków muzycznych.  
Na początku XXI wieku zyskał status celebryty dzięki udziałowi w reality show The Osbournes. W 2006 zajął ósme miejsce w rankingu 100 najlepszych wokalistów heavymetalowych wszech czasów (100 Greatest Heavy Metal Vocalists of All Time) amerykańskiego magazynu muzycznego Hit Parader. W 2009 został sklasyfikowany na 10. miejscu listy 50 najlepszych heavymetalowych frontmanów wszech czasów według Roadrunner Records.
W 2024 został wprowadzony do Rock and Roll Hall of Fame jako artysta solowy.

## Życiorys

### Młodość
Urodził się 3 grudnia 1948 w Aston (Birmingham) w Anglii. Jego ojciec pracował jako ślusarz narzędziowy w General Electric Company, a matka (Lillian) – w firmie komponentów samochodowych Lucas.
Pseudonim „Ozzy” zyskał jeszcze w szkole podstawowej. Pseudonim ten przyległ do niego aż tak, że w dorosłym życiu nie reagował, gdy ktoś zwracał się do niego po jego prawdziwym imieniu. Nauka sprawiała mu trudności; sam twierdził, że cierpiał na dysleksję i ADHD (zdiagnozowane w wieku trzydziestu kilku lat). Wyznał, że jako nastolatek wielokrotnie próbował popełnić samobójstwo, a po jednej z prób samobójczych został pobity przez swojego ojca.
Porzucił edukację w wieku 15 lat. Miał przez to jedynie wykształcenie podstawowe. Podejmował się różnych prac, m.in. w fabryce samochodów (przy strojeniu klaksonów) i w 1964 w rzeźni. Spędził kilka tygodni w więzieniu Winson Green za włamanie do sklepu z odzieżą.

### Działalność artystyczna

#### Młodość
Działalność artystyczną rozpoczął pod wpływem fascynacji muzyką The Beatles. Z pomocą ojca zakupił swój pierwszy system nagłośnieniowy, co ułatwiło mu znalezienie muzyków do założenia zespołu. W 1967 założył z basistą Geezerem Butlerem zespół Rare Breed.

#### Black Sabbath
W 1968 razem z dawnym szkolnym kolegą – gitarzystą Tonym Iommim i perkusistą Billem Wardem (byłymi członkami grupy Mythology) założył zespół Polka Tulk Blues Band, do którego dołączył Geezer Butler. W listopadzie 1968 muzycy przemianowali się na Earth. Ostatecznie, w 1969 zespół zmienił nazwę na Black Sabbath. Zaczerpnął ją z nazwy horroru pt. Black Sabbath (reż. Mario Bava).

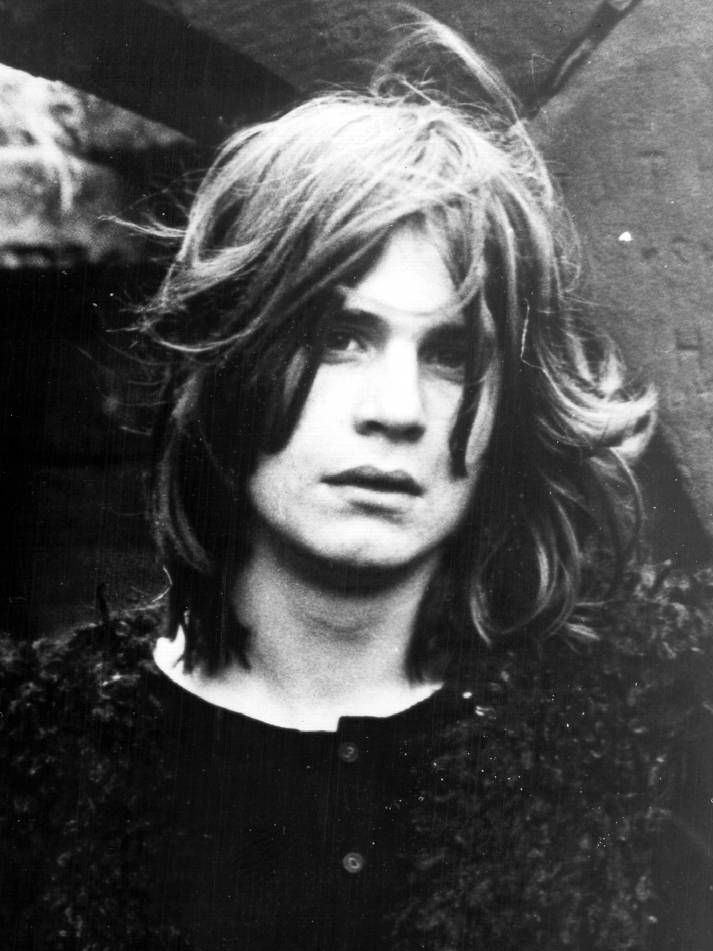
Osbourne (1970)

W latach 1970–1979 nagrał z zespołem osiem albumów studyjnych: Black Sabbath (1970), Paranoid (1970), Master of Reality (1971), Vol. 4 (1972), Sabbath Bloody Sabbath (1973), Sabotage (1975), Technical Ecstasy (1976) i Never Say Die! (1978). Członkowie zespołu w międzyczasie zmagali się z nasilającym się uzależnieniem od narkotyków, a w konsekwencji z problemami z zarządzaniem zespołem i początkiem wewnętrznych sporów. W 1979 Osbourne odszedł z zespołu, a jego miejsce zajął Ronnie James Dio.

#### Kariera solowa
W 1980 rozpoczął karierę solową. Do współpracy zaprosił gitarzystę Randy’ego Rhoadsa, basistę Boba Daisleya i perkusistę Lee Kerslake’a. Skład jego zespołu wielokrotnie zmieniał się. W latach 80. występowali w nim m.in. keyboardzista Don Airey (późniejszy wieloletni klawiszowiec Deep Purple) oraz gitarzyści Jake E. Lee i Zakk Wylde. Do końca lat 80. wydał pięć solowych albumów studyjnych: Blizzard of Ozz (1980), Diary of a Madman (1981), Bark at the Moon (1983), The Ultimate Sin (1986), No Rest for the Wicked (1988).
W latach 90. otrzymał pierwszą nagrodę Grammy za pochodzący z albumu No More Tears (1991) singiel „I Don’t Want to Change the World” w kategorii Najlepsze wykonanie metalowe (ang. Best Metal Performance). Niedługo później na krótko zawiesił działalność artystyczną. Powrócił do niej albumem pt. Ozzmosis, który wydał w 1995. Odbiegająca stylistycznie od poprzednich wydawnictw Osborune’a płyta cieszyła się popularnością i uzyskała w Stanach Zjednoczonych status dwukrotnej platynowej płyty. Od 1996 z żoną Sharon organizował festiwal muzyki metalowej Ozzfest.
16 października 2001 wydał album pt. Down to Earth, który promował singlami: „Gets Me Through” i „Dreamer” oraz nakręconymi do nich teledyskami. Od 2002 udzielał się w reality show The Osbournes emitowanym na antenie stacji telewizyjnej MTV. Po zakończeniu jego emisji, w 2005 wydał album Under Cover, na ktróym wykonał covery z repertuaru m.in. Johna Lennona, King Crimson i The Crazy World of Arhur Brown. Za pochodzący z następnego albumu pt. Black Rain (2007) singiel „I Don’t Wanna Stop” był nominowany do nagrody Grammy za najlepsze wykonanie hard rockowe (ang. Best Hard Rock Performance).
W 2009 wydał książkę autobiograficzną pt. I Am Ozzy. Książka napisana wraz z Chrisem Ayresem, wydana została w Polsce pod tytułem Ja, Ozzy w 2010. W 2012 wydana została kontynuacja zatytułowana Trust Me, I’m Dr. Ozzy: Advice from Rock’s Ultimate Survivor, tym razem bez współautora. Wydana w Polsce pod tytułem Zaufaj mi, jestem dr Ozzy. Porady rockmana, który przetrwał w 2015.
11 czerwca 2010 wydał album pt. Scream. Po 2018 zaprzestał regularnego koncertowania. W 2020 ukazał się jego przedostatni album studyjny Ordinary Man, a w 2022 ostatni, pt. Patient Number 9. 8 sierpnia 2022 wystąpił w ramach ceremonii zamykającej Igrzyska Wspólnoty Narodów.

#### Zakończenie kariery

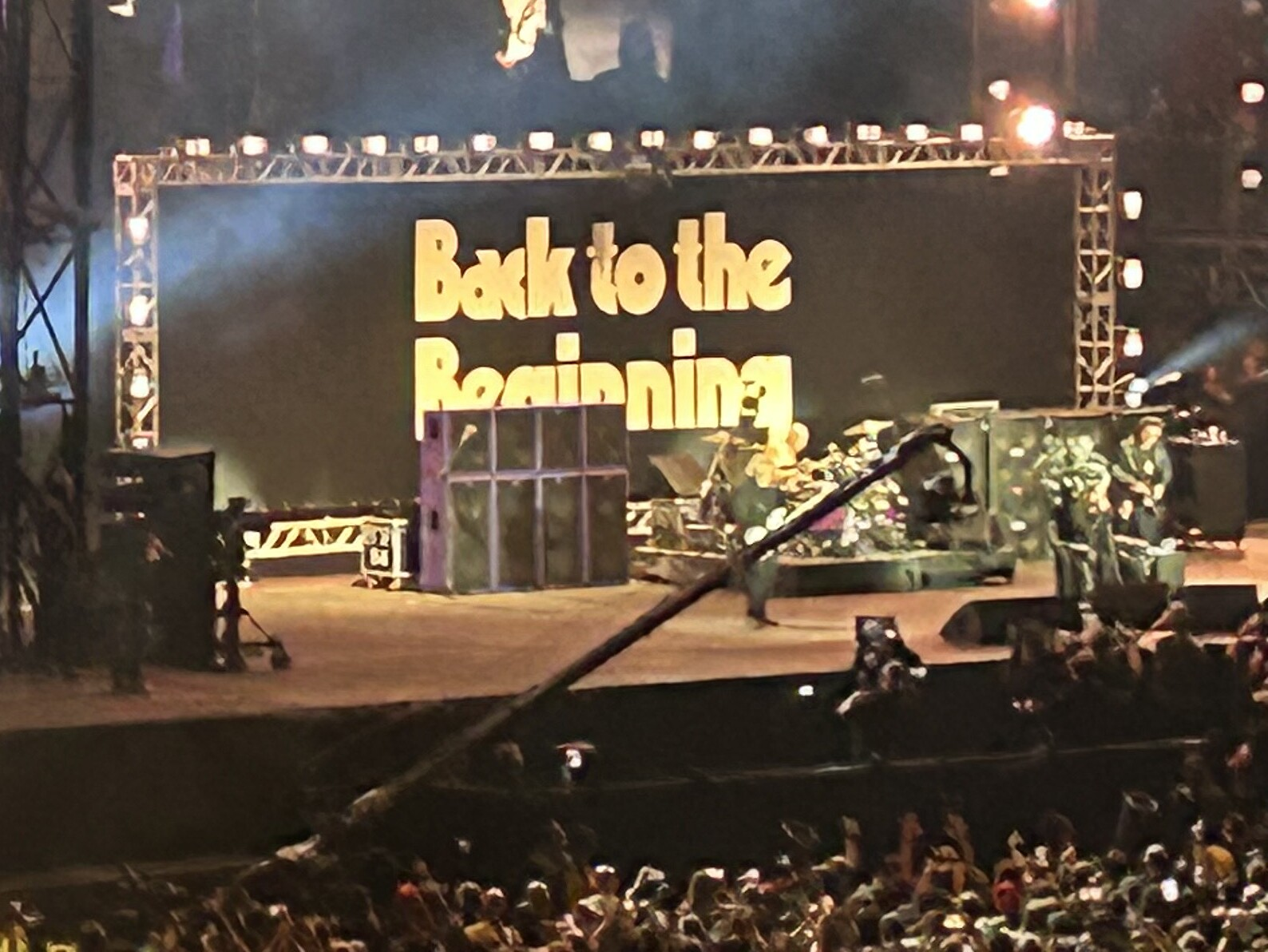
Pożegnalny koncert Ozzy’ego Osbourne’a „Back to the Beginning” (2025)

1 lutego 2023 ogłosił koniec kariery scenicznej i za pośrednictwem swoich social mediów wystosował oświadczenie, w którym odwołał pożegnalną trasę koncertową ze względu na pogarszający się stan zdrowia.
W 2024 wziął udział w uroczystości, podczas której został wprowadzony do Rock and Roll Hall of Fame jako artysta solowy.
5 lipca 2025 na stadionie Villa Park w Birmingham w środkowej Anglii zagrał pożegnalny koncert pod szyldem „Back to the Beginning”. Wystąpił z repertuarem solowym wraz z muzykami swojego zespołu oraz z Black Sabbath w oryginalnym składzie. Wydarzenie wsparło kilkanaście zespołów, m.in. Metallica, Slayer, Pantera, Tool, Guns N’ Roses oraz soliści, m.in. Ronnie Wood (z zespołu The Rolling Stones) i Steven Tyler (Areosmith). Zaproszeni goście wykonali autorskie utwory oraz wybrane z repertuaru Osobourne'a. Dochód z koncertu trafił na cele charytatywne.

## Życie prywatne

### Rodzina i związki

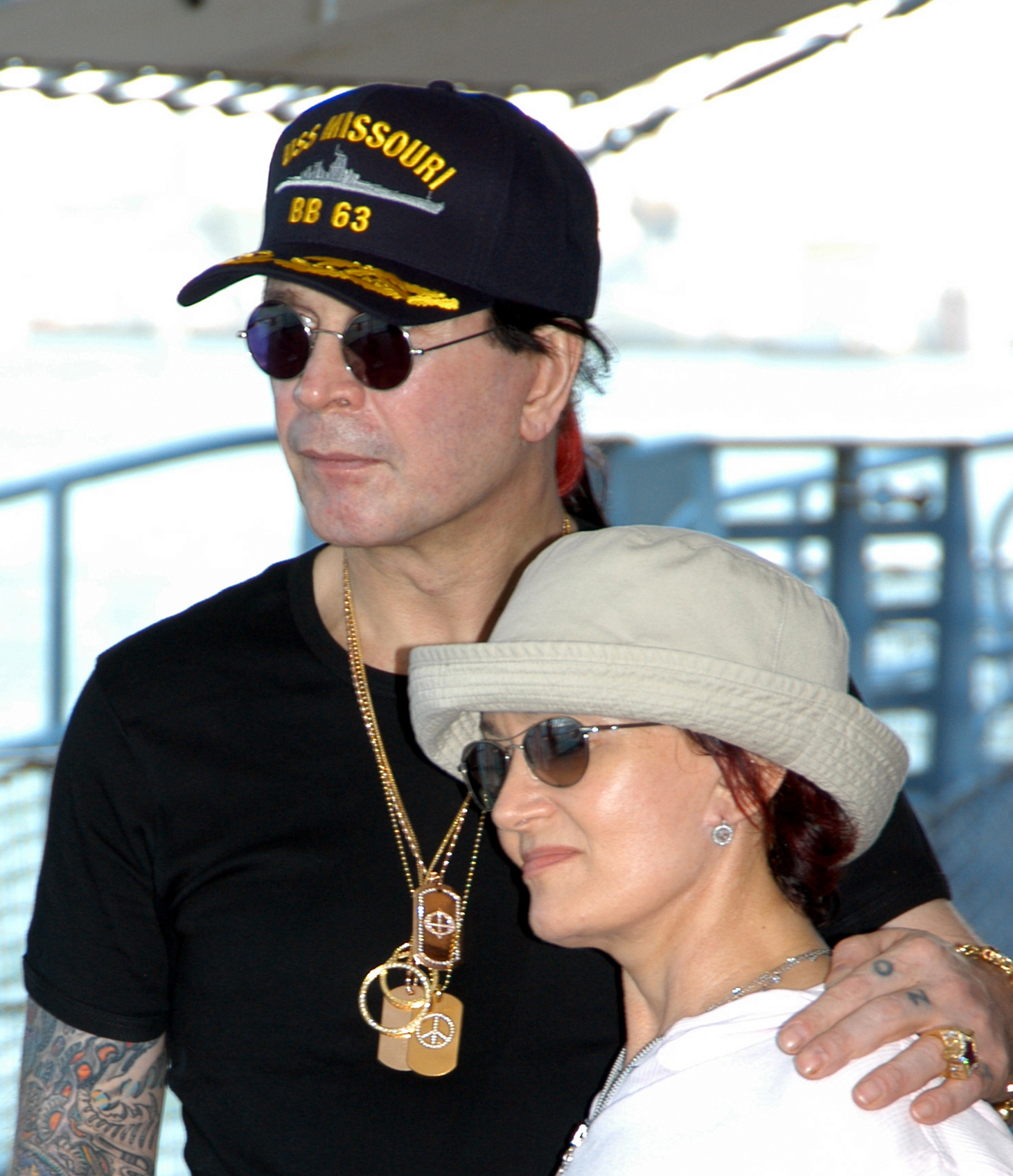
Osbourne z żoną, Sharon (2004)

W 1971 ożenił się z Thelmą Riley, z którą miał troje dzieci: córkę Jessikę Starshine (ur. 1972), syna Louisa Johna Osbourne’a (ur. 1975) i adoptowanego syna Elliota Kingsleya (ur. 1966). W 1981 rozwiódł się z żoną, a rok później (w 1982) poślubił Sharon Arden, z którą miał córki: Aimee (ur. 1983) i Kelly (ur. 1984) oraz syna, Jacka (ur. 1985), a także opiekował się Robertem Marcato po śmierci jego matki. Po narodzinach Jacka przeszedł wazektomię. Miał dziesięcioro wnucząt.
W latach 2002–2005 występował z rodziną w reality show The Osbournes. Z członkami rodziny udzielał się także w podcaście pod nazwą The Osbournes Podcast.

### Śmierć kliniczna i stosunek do religii
Dwukrotnie przeżył śmierć kliniczną. W wywiadach podkreślał, że pochodzi z wierzącej rodziny. Przyznawał się także do praktykowania modlitwy. W wywiadzie z 1992 powiedział: „Wierzę w Boga. Nie chodzę do kościoła, ale nie sądzę, że trzeba chodzić do kościoła, żeby wierzyć w Boga”. W 2010 wyznał magazynowi UsMagazine.com, że nie znosi zorganizowanej religii.

### Problemy zdrowotne i choroba Parkinsona
W 2003 doznał wypadku na quadzie, na skutek którego w kolejnych latach zmagał się z problemami z kręgosłupem. W tym samym roku po raz pierwszy zdiagnozowano u niego chorobę Parkinsona. Podejmując walkę z chorobą przeszedł zabieg wszczepienia komórek macierzystych. W 2019 na skutek poważnego upadku poddał się wszczepieniu 15 śrub w kręgosłupie, by uniknąć paraliżu od szyi w dół. Po tym zabiegu pogłębiły się jego problemy z poruszaniem się.
Podczas programu telewizyjnego Good Morning America w 2020 ujawnił, że wykryto u niego rzadką odmianę Parkinsona – Parkin 2. Od co najmniej 2023 poruszał się na wózku inwalidzkim. W 2023 przeszedł ostatnią operację kręgosłupa. Pół roku przed śmiercią w 2025 publicznie wyznał, że w wyniku postępującej choroby Parkinsona przestał poruszać się samodzielnie.

### Śmierć i pogrzeb
Zmarł, w otoczeniu rodziny, 22 lipca 2025 w wieku 76 lat. Przyczyną śmierci był zawał serca. Uroczystości pogrzebowe odbyły się w Birmingham 30 lipca. Wraz z rodziną żegnały go tłumy fanów, gdy kondukt żałobny przejechał ulicami miasta.
Został pochowany w ogrodzie na terenie swojej rezydencji w hrabstwie Buckinghamshire w Wielkiej Brytanii. Ceremonia pogrzebowa miała charakter prywatny, wzięło w nim udział ok. 110 osób, w tym osoby z branży muzycznej, m.in. Elton John, Marliyn Manson, Rob Zombie, Zakk Wylde, Brian May, Geezer Butler oraz członkowie zespołów Metallica i Slipknot.
W dniu pogrzebu Gwardia Królewska oddała honory Ozzy'iemu odgrywając utwór „Paranoid” z repertuaru zespołu Black Sabbath.

## Wizerunek
Ze względu na mroczny wizerunek i oprawę koncertów był nazywany „Księciem Ciemności”.
Miał ponad 15 tatuaży, z których najwcześniejszym tatuażem były litery O Z Z Y na kostkach lewej dłoni. Wytatuował je sobie sam jako nastolatek.

## Upamiętnienie

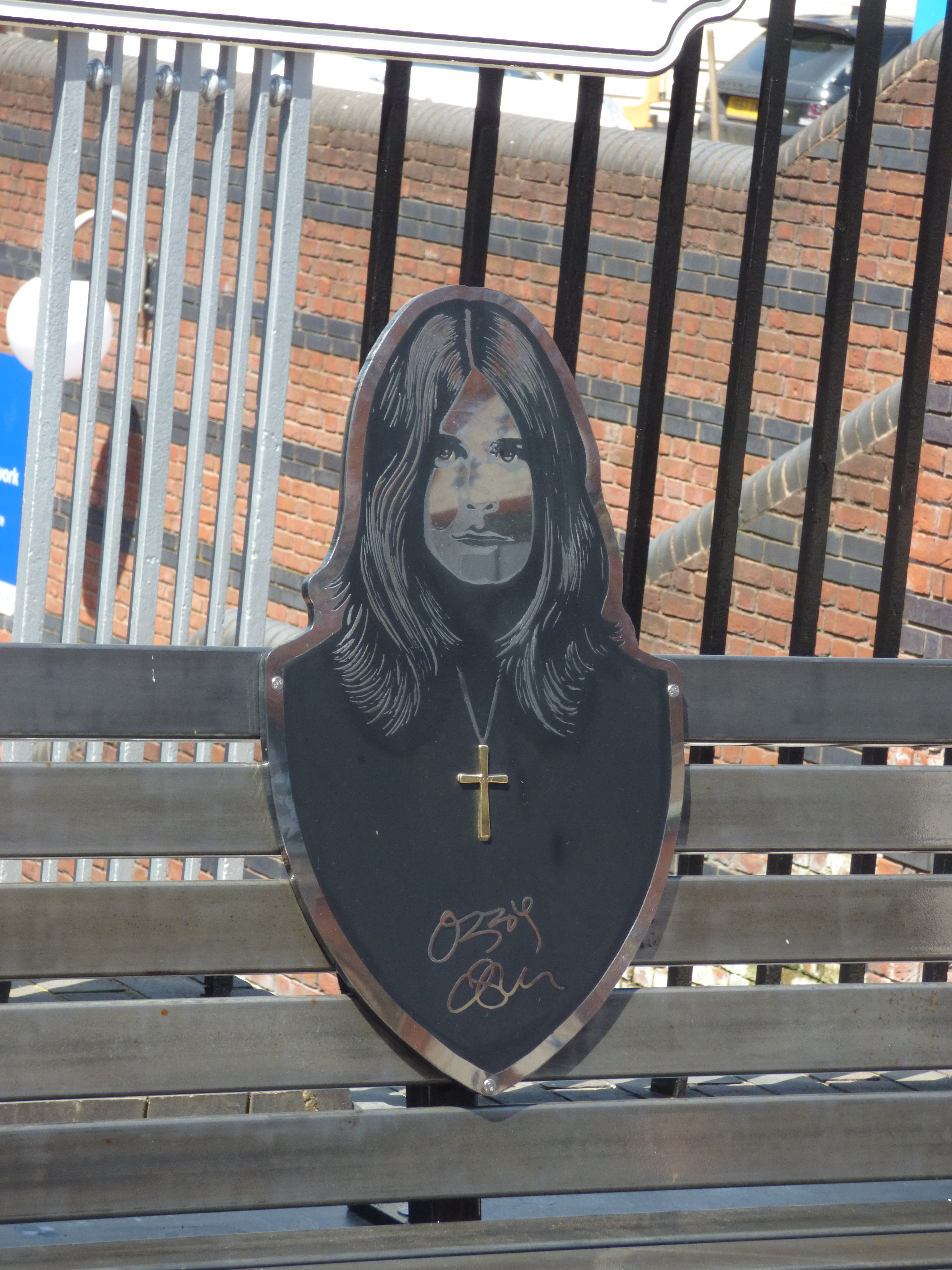
Podobizna Ozzy’ego Osbourne’a na ławce w Brimingham, Broad Street

Od 2019 w Birmingham na moście w Broad Street znajduje się ławka przedstawiająca podobizny członków Black Sabbath, w tym Ozzy’ego Osbourne’a. Od dnia jego śmierci obiekt stał się jednym z głównych miejsc, w którym fani zaczęli składać wiązanki kwiatów. Kwiaty zostały złożone przez fanów również m.in. w Alei Gwiazd w Hollywood, gdzie znajduje się gwiazda artysty oraz przy muralu członków grupy na Navigation Street w Brimingham odsłoniętego z okazji finalnego pokazu zespołu w ramach „Back to the Beginning”.
W lipcu 2025 w Warszawie, w dzielnicy Bemowo powstał pośmiertny mural z wizerunkiem Ozzy’ego Osbourne’a autorstwa Magdaleny Czyżykiewicz-Janusz.

## Kontrowersje

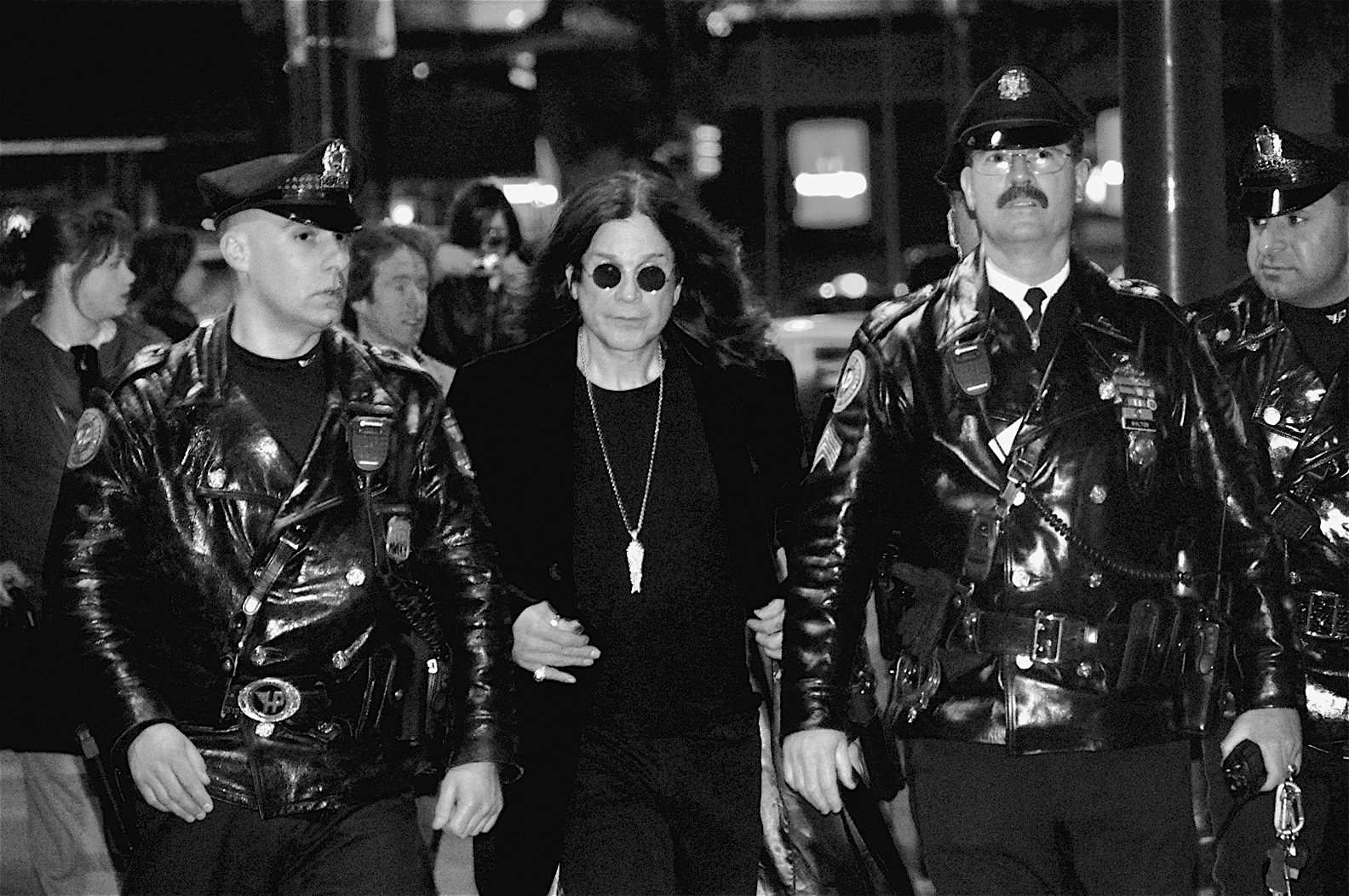
Osbourne, otoczony przez funkcjonariuszy filadelfijskiej policji, opuszcza Borders w Center City (Filadelfia) po podpisaniu kopii swojej książki autobiograficznej pt. „I Am Ozzy” (2010)

Chrześcijańskie grupy oskarżały Osbourne’a o negatywny wpływ na nastolatków, twierdząc, że muzyka rockowa jest wykorzystywana do promowania satanizmu. Badacz Christopher M. Moreman porównywał te kontrowersje do skierowanych przeciw okultyście Aleisterowi Crowleyowi. Obaj byli krytykowani przez media i niektóre grupy religijne ze względu na swoje wybryki. Osbourne sam prowokował do porównania swoją piosenką „Mr. Crowley”. Osbourne stanowczo zaprzeczał oskarżeniom o bycie satanistą.
W 1981, po podpisaniu pierwszego w karierze solowej kontraktu płytowego, odgryzł głowę gołębia podczas spotkania z kierownictwem CBS Records w Los Angeles. Najpewniej zamierzał wypuścić gołębie w powietrze jako symbol pokoju, ale ponieważ był wtedy pod wpływem alkoholu, to złapał jednego z nich i odgryzł mu głowę, po czym ją wypluł. Mimo kontrowersji akt odgryzania głowy stał się przedmiotem parodii i aluzji, a także jednym ze źródeł sławy Osbourne’a.
20 stycznia 1982 roku w czasie występów w Veterans Memorial Auditorium w Des Moines w Iowa odgryzł głowę nietoperzowi, bo uznał go za gumową zabawkę. W 2004 magazyn Rolling Stone umieścił incydent na drugim miejscu swojego zestawienia „Najbardziej dzikich mitów rocka” (ang. Rock’s Wildest Myths). W artykule w Rolling Stone napisano, że nietoperz był żywy, lecz nastolatek, który wrzucił go na scenę miał stwierdzić, że przyniósł martwe zwierzę. W książeczce do wydania Diary of a Madman z 2002 Osbourne napisał, że nietoperz był nie tylko żywy, ale też dał radę ugryźć Osbourne’a, w wyniku czego był on leczony na wściekliznę.
W 1984 kalifornijski nastolatek John McCollum popełnił samobójstwo, słuchając „Suicide Solution” Osbourne’a. Piosenka mówi o niebezpieczeństwach nadużywania alkoholu. Samobójstwo McColluma doprowadziło do zarzutów, że Osbourne promował samobójstwo w swoich piosenkach. Mimo że McCollum cierpiał na depresję, jego rodzice pozwali Osbourne’a (McCollum v. CBS) o śmierć swojego syna, twierdząc że słowa „Where to hide, suicide is the only way out. Don’t you know what it’s really about?” w piosence przekonały McColluma do samobójstwa. Prawnik rodziny sugerował, że Osbourne powinien zostać oskarżony o nakłanianie młodego człowieka do samobójstwa, ale sąd orzekł na korzyść Osbourne’a, stwierdzając, że nie było związku pomiędzy piosenką i samobójstwem McColluma. Osbourne został pozwany z tego samego powodu w 1991 roku (Waller v. Osbourne) przez rodziców Michaela Wallera na kwotę 9 milionów dolarów, ale sąd ponownie orzekł na korzyść Osbourne’a.
W pozwach złożonych w 2000 i 2002, które zostały odrzucone przez sąd w 2003 roku, byli muzycy sesyjni: Bob Daisley, Lee Kerslake i były basista z okresu Ultimate Sin, Phil Soussan, twierdzili, że Osbourne zalega z zapłatą za albumy, w których grali. W listopadzie 2003 Federalny Sąd Apelacyjny jednogłośnie utrzymał w mocy odrzucenie przez U.S. District Court for the Central District of California pozwu wniesionego przez Daisleya i Kerslake’a. U.S. Court of Appeals for the Ninth Circuit orzekł, że Osbourne nie jest winien żadnych pieniędzy muzykom sesyjnym zwolnionym w 1981 roku. Aby uniknąć dalszych trudności, postanowił zastąpić oryginalny wkład Daisleya i Kerslake’a, dając w to miejsce Roberta Trujillo na basie i Mike’a Bordina na bębnach. Album został następnie wznowiony.
W lipcu 2010 roku Osbourne i Iommi wycofali postępowanie sądowe w sprawie własności znaku towarowego Black Sabbath. Blabbermouth przekazał, że obie strony są zadowolone, iż mają to za sobą i będą współpracować w przyszłości, i pragną ogłosić, że sprawa nie była nigdy osobista i chodziło tylko o biznes.
Osbourne przyznał się do zastrzelenia 17 swoich kotów będąc pod wpływem narkotyków w latach 80. W sierpniu 1989 roku, żona Osbourne’a zeznała, że Ozzy próbował ją udusić, będąc pod wpływem alkoholu i narkotyków.

## Publikacje
- I Am Ozzy, 2010, Grand Central Publishing, ISBN 978-0-446-56989-7.
- Trust Me, I’m Dr. Ozzy: Advice from Rock’s Ultimate Survivor, 2012, Grand Central Publishing, ISBN 978-1-4555-0335-3.

## Dyskografia

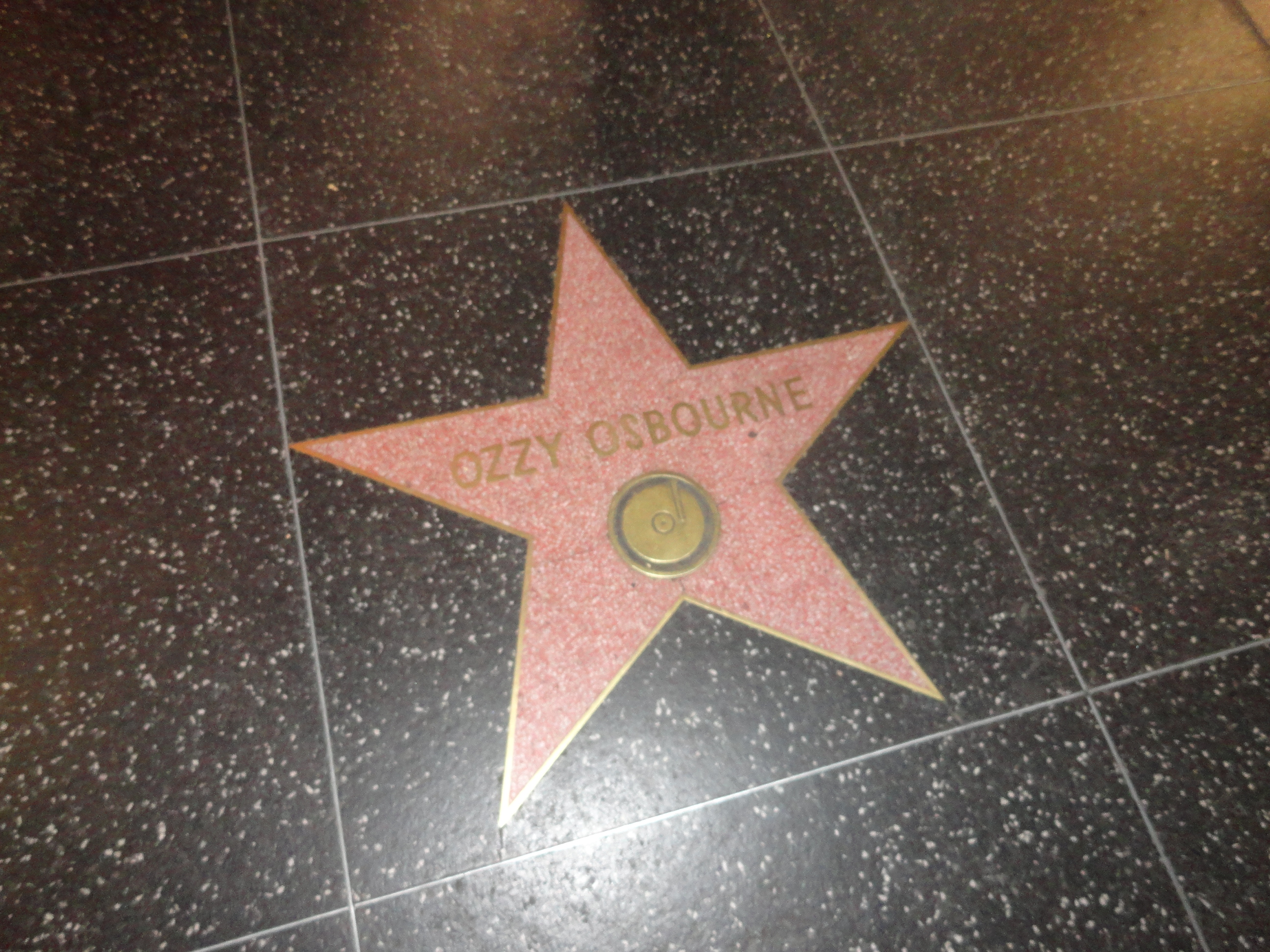
Gwiazda Osbourne’a w Hollywood Walk of Fame.

- Blizzard of Ozz (1980)
- Diary of a Madman (1981)
- Bark at the Moon (1983)
- The Ultimate Sin (1986)
- No Rest for the Wicked (1988)
- No More Tears (1991)
- Ozzmosis (1995)
- Down to Earth (2001)
- Under Cover (2005)
- Black Rain (2007)
- Scream (2010)
- Ordinary Man (2020)
- Patient Number 9(inne języki) (2022)

## Muzycy
Opracowano na podstawie materiału źródłowego.
Ostatni znany skład zespołu Ozzy’ego Osbourne’a
- Zakk Wylde – gitara (1987–1992, 1995, 1998, 2001–2004, 2006–2009, od 2017)
- Rob „Blasko” Nicholson – gitara basowa (2003, od 2006)
- Adam Wakeman – keyboard (od 2004)
- Tommy Clufetos – perkusja (od 2010)

Byli członkowie zespołu
- Randy Rhoads – gitara (1979–1982)
- Bernie Tormé – gitara (1982)
- Brad Gillis(inne języki) – gitara (1982)
- Jake E. Lee – gitara (1982–1987)
- Steve Vai – gitara (1994–1995)
- Joe Holmes(inne języki) – gitara (1995–1998, 2000)
- Alex Skolnick – gitara (1995)
- Jerry Cantrell – gitara (2004–2005)
- Gus G. – (2009-2017)
- Rudy Sarzo – gitara basowa (1981–1982)
- Bob Daisley – gitara basowa (1979–1981, 1983–1991)
- Phil Soussan – gitara basowa (1986–1987)
- James LoMenzo – gitara basowa (1994)
- Mike Inez – gitara basowa (1989–1993)
- Geezer Butler – gitara basowa (1988, 1995–1996)
- Robert Trujillo – gitara basowa (1996–2003)
- Jason Newsted – gitara basowa (2003)
- Chris Wyse(inne języki) – gitara basowa (2003–2005)
- Lee Kerslake(inne języki) – perkusja (1979–1981)
- Tommy Aldridge – perkusja (1981–1983)
- Carmine Appice – perkusja (1983)
- Randy Castillo – perkusja (1983–1993, 1995)
- Deen Castronovo – perkusja (1993–1997)
- Roy Mayorga – perkusja (2000)
- Brian Tichy – perkusja (2000)
- Mike Bordin – perkusja (1997–2010)
- Johnny Cook – keyboard (1981)
- Don Airey – keyboard (1980, 1983)
- Mike Moran – keyboard (1985–1986)
- John Sinclair – keyboard (1988–1991)
- Kevin Jones – keyboard (1991–1992)
- Rick Wakeman – keyboard (1995)
- Michael Railo – keyboard (2001)

## Gry wideo
| Tytuł         | Rok  | Rola                                | Uwagi                                                            | Źródło |
| ------------- | ---- | ----------------------------------- | ---------------------------------------------------------------- | ------ |
| Brütal Legend | 2009 | jako Dadbat, Oraz Guardian of Metal | rola dubbingowana, RTS, Double Fine Productions, Electronic Arts | [ 84 ] |

## Nagrody i wyróżnienia
| Rok  | Kategoria                  | Tytułem                            | Nagroda                     | Nota      | Źródło |
| ---- | -------------------------- | ---------------------------------- | --------------------------- | --------- | ------ |
| 1993 | Best Metal Performance     | „I Don’t Want to Change the World” | Grammy                      | Laur      | [ 27 ] |
| 2007 | Best Hard Rock Performance | „I Don’t Wanna Stop”               | Grammy                      | Nominacja | [ 33 ] |
| 2009 | Lifetime Achievement Award | Ozzy Osbourne                      | Revolver Golden Gods Awards | Laur      | [ 85 ] |
| 2011 | Best Hard Rock Performance | „Let Me Hear You Scream”           | Grammy                      | Nominacja | [ 86 ] |
| 2011 | Legend                     | Ozzy Osbourne                      | Kerrang! Awards             | Laur      | [ 87 ] |
| 2023 | Best Rock Album            | „Patient Number 9"                 | Grammy                      | Laur      | [ 88 ] |
| 2023 | Best Metal Perfomance      | „Degradation Rules”                | Grammy                      | Laur      | [ 88 ] |
| 2023 | Best Rock Song             | „Patient Number 9"                 | Grammy                      | Nominacja | [ 89 ] |
| 2023 | Best Rock Performance      | „Patient Number 9"                 | Grammy                      | Nominacja | [ 89 ] |

## Filmografia
| Tytuł                                                            | Rok  | Rola                 | Uwagi                                                         | Źródło  |
| ---------------------------------------------------------------- | ---- | -------------------- | ------------------------------------------------------------- | ------- |
| „In a Metal Mood”                                                | 1996 | jako on sam          | film dokumentalny, reżyseria: Henning Lohner                  | [ 90 ]  |
| „Mały Nicky”                                                     | 2000 | jako on sam          | film fantasy/komedia, reżyseria: Steven Brill                 | [ 91 ]  |
| „Moulin Rouge!”                                                  | 2001 | jako The Green Fairy | rola dubbingowana, film fabularny, reżyseria: Baz Luhrmann    | [ 92 ]  |
| „We Sold Our Souls for Rock ’n Roll”                             | 2001 | jako on sam          | film dokumentalny, reżyseria: Penelope Spheeris               | [ 93 ]  |
| „Robbie the Reindeer in Close Encounters of the Herd Kind”       | 2007 | jako pastor          | rola dubbingowana, film animowany, reżyseria: Donnie Anderson | [ 94 ]  |
| „Lemmy”                                                          | 2010 | jako on sam          | film dokumentalny, reżyseria: Greg Olliver, Wes Orshoski      | [ 95 ]  |
| „Heavy Metal Britannia”                                          | 2010 | jako on sam          | film dokumentalny, reżyseria: Chris Rodley                    | [ 96 ]  |
| „Gnomeo i Julia”                                                 | 2011 | jako Młody jeleń     | rola dubbingowana, film animowany, reżyseria: Kelly Asbury    | [ 97 ]  |
| „God Bless Ozzy Osbourne”                                        | 2011 | jako on sam          | film dokumentalny, reżyseria: Mike Fleiss, Mike Piscitelli    | [ 98 ]  |
| „Wreckage of My Past: The Story of Ozzy Osbourne”                | 2012 | jako on sam          | film dokumentalny, reżyseria: Mike Piscitelli                 | [ 99 ]  |
| „Sunset Strip”                                                   | 2012 | jako on sam          | film dokumentalny, reżyseria: Hans Fjellestad                 | [ 100 ] |
| „Glad All Over: The Dave Clark Five and Beyond”                  | 2014 | jako on sam          | film dokumentalny, reżyseria: Dave Clark                      | [ 101 ] |
| „Classic Rock Roll of Honour: Presented by Orange Amplification” | 2014 | jako on sam          | film dokumentalny, reżyseria: Devin Dehaven                   | [ 102 ] |